# Miguel Mejides
José Miguel Mejides Armas, conocido como Miguel Mejides (Nuevitas, Camagüey; 8 de mayo de 1950-La Habana; 13 de junio de 2018), fue un novelista y cuentista cubano, autor de numerosos cuentos y novelas tales como: El jardín de las flores silvestres, Rumba Palace, Amor con cabeza extraña, Perversiones en el Prado, etc. 
Su obra ha sido traducida a varios idiomas, es uno de los principales exponentes de la narrativa contemporánea de Cuba, debido al cuidado de la prosa y a su ingenio e imaginación para desplegar las imágenes literarias. Los críticos sitúan su obra en una conjunción entre el realismo mágico y lo urbano, pero es muy versátil a la hora de desplegar sus temas. Es promotor de numerosos proyectos culturales en favor del libro cubano actual, y de la cultura en general.
Desde la aparición de su primer volumen de cuentos, Tiempo de hombres, con el que obtuviera el Premio David de la Unión de Escritores y Artistas de Cuba en 1977,  no ha cesado de publicar libros y obtener reconocimientos que lo convierten en una de las voces más relevantes de la narrativa cubana. El 16 de febrero de 2012 le fue conferida la Orden al Mérito de la República Italiana por su constante trabajo y accionar honorífico sobre la cultura italiana en Cuba, de la misma manera que de la cubana en Italia. Fue un activo relacionista público cuya actividad se dirigió a favor del encuentro cultural de los diferentes países y lenguas. 
Falleció el 13 de junio de 2018 a los 68 años, a causa de un tumor cancerígeno.

## Obras más conocidas
- Tiempo de hombres. La Habana: Unión de Escritores y Artistas de Cuba. 1978. OCLC 20410510. Obra ganadora del Premio David 1977.
- La habitación terrestre. La Habana: Unión de Escritores y Artistas de Cuba. 1982. OCLC 11302378.
- El jardín de las flores silvestres. La Habana: Unión de Escritores y Artistas de Cuba. 1982. OCLC 13333771.
- Mi prima Amanda. La Habana: Unión de Escritores y Artistas de Cuba. 1988. OCLC 32411118.
- Rumba Palace. La Habana: Unión de Escritores y Artistas de Cuba. 1995. ISBN 9789592090965. OCLC 36851260.
- Rumba Palace. La Habana: Unión de Escritores y Artistas de Cuba. 1995. ISBN 9789592090965. OCLC 36851260. Publicado en alemán en 1998 como Rumba palace - Erzählungen aus Kuba por Editorial Atlantik.
- Las ciudades imperiales. La Habana: Unión. 2006. ISBN 9789592096585. OCLC 255423613.
- Amor con cabeza extraña. La Habana: Editorial Letras Cubanas. 2006. ISBN 9789591011459. OCLC 1011067450. Publicado en italiano en 2010 como Le due teste dell'amore por Editorial Estemporanee.
- Perversiones en el Prado. La Habana: Editorial Letras Cubanas. 2008. ISBN 9789591014696. OCLC 1011219473. Publicado en francés en 2000 como Perversions à La Havane por Editorial Phébus.
- Las ceremonias del amor. La Habana Vieja: Ediciones Cubanas Artex. 2013. ISBN 9789597209348. OCLC 900651442.

Su obra se encuentra publicada y antologada en varios países de Europa, tales como, Francia, Italia, Alemania y en los Estados Unidos. 
Traducciones de cuentos y relatos suyos integran importantes antologías de casas editoriales de renombre como Feltrinelli Editore en Italia, Akashi Book, en los Estados Unidos (Nowhere man, relato corto) y Phebus en Francia, entre otras.
Su cuento Rumba Palace, en 1994 mereció el Premio Internacional de Cuentos Juan Rulfo que otorga Radio Francia Internacional.
Ha publicado, además, un libro de viajes, La isla de la música, en Alemania e Italia, y una noveleta, El hombre de ninguna parte, en Inglaterra, los Estados Unidos, Francia e Italia. Sus relatos se incluyen en numerosas antologías de la literatura cubana contemporánea como Con L´Avana nel Cuore (Marco Tropea, Italia, 2005) y Aire de luz. Cuentos cubanos del siglo XX (Letras Cubanas, 1999 y 2004), Nosotras dos, de cuentos homoeróticos, donde aparece con el cuento Mi prima Amanda. Preparó junto a Danilo Manera la antología Cuentos italianos de hoy (Arte y Literatura, Cuba - Feltrinelli, Italia, 1996) y Vedi Cuba e puoi muori y A labbra nude, también para Feltrinelli. Ha ofrecido conferencias y lecturas sobre la literatura cubana en diversos países.